# 宏盘乡
宏盘乡，是中国内蒙古自治区乌兰察布市察哈尔右翼中旗下辖的一个乡镇级行政单位。

## 行政区划
宏盘乡共辖以下地区：
宏盘村、八道沟村、二道岔村、阿麻忽洞村、枳机渠村、胜利村、哈达忽洞村、旱海子村、海流图村、民乐村、头道沟村、永茂泉村、四义和村、厂汉营村、合义村、三道沟村、二道沟村、四兴庄村、贲红村、大庙子村。